# Luca Bucci
Luca Bucci (Bolonia, Italia, 13 de marzo de 1969) es un exfutbolista y entrenador italiano. Jugó de portero y actualmente es entrenador de porteros del Bologna F. C.
Fue el segundo portero italiano detrás de Gianluca Pagliuca, en la Copa Mundial de Fútbol de 1994. Con su club el Parma A. C. fue campeón de la Copa de la UEFA 1994-95, siendo uno de los baluartes de dicha gesta. Se retiró en el S. S. C. Napoli.

## Participaciones en Copas del Mundo
| Mundial                        | Sede           | Resultado  |
| ------------------------------ | -------------- | ---------- |
| Copa Mundial de Fútbol de 1994 | Estados Unidos | Subcampeón |

## Clubes
| Club                       | País   | Año       |
| -------------------------- | ------ | --------- |
| Parma A. C.                | Italia | 1986-1987 |
| Pro Patria Calcio (cedido) | Italia | 1987      |
| Rimini Calcio (cedido)     | Italia | 1987-1988 |
| Parma A. C.                | Italia | 1988-1990 |
| U. S. Casertana            | Italia | 1990-1992 |
| A. C. Reggiana             | Italia | 1992-1993 |
| Parma A. C.                | Italia | 1993-1997 |
| A. C. Perugia (cedido)     | Italia | 1997      |
| Torino Calcio              | Italia | 1997-2003 |
| Empoli F. C.               | Italia | 2003-2004 |
| Parma A. C.                | Italia | 2004-2008 |
| S. S. C. Napoli            | Italia | 2009      |

- Datos: Q516460